# 小泉重弘
小泉 重弘（こいずみ しげひろ）は、室町時代後期の武将。大和国の国人で興福寺衆徒。小泉重尋の子。

## 略歴
嘉吉3年（1443年）の大和は成身院光宣・筒井順永兄弟と大乗院門跡経覚が摂津河上五ヶ関務代官職を巡って戦っていた。重弘は経覚と古市胤仙・豊田頼英らと組んで筒井氏と争い、光宣を筒井城に追い込んだ。この年、重弘は胤仙、頼英と共に室町幕府から雑務権断職を与えられ、大和の支配を任された。
ところが、経覚派を支援してきた管領畠山持国が文安2年（1445年）に辞職、代わって細川勝元が就任すると状況が筒井氏有利に傾き、一進一退の最中、6月13日に戦死した。
死後、弟・重栄が重弘の遺児・今力丸を後見しながら筒井順永と戦ったが、長禄3年（1459年）に順永及び成身院光宣らの反攻を受けて小泉館で今力丸と重栄は切腹した。